# سین-موبالیت یکم
سین-موبالیت یکم (به انگلیسی: Sin-muballit I) پدر حمورابی و پنجمین امپراتور اولین سلسلهٔ بابل بوده‌است. او امپراتور بابل در ۱۸۱۲–۱۷۹۳ پیش از میلاد (۱۹ سال) بوده‌است. پسر و جانشینش حمورابی، بابل را تا حد زیادی گسترش داده‌است.